# Wskaźnik rzadkości gatunku
Wskaźnik rzadkości gatunku – wskaźnik stosowany w badaniach faunistycznych i ekologicznych.

## Gatunek rzadki
W różnego typu opracowaniach faunistycznych pojawiają się określenia „gatunek rzadki”, jako cecha opisu ekosystemów lub zgrupowań. Ale co tak naprawdę znaczy to określenie? Dlaczego gatunki są rzadkie i jakie to może mieć znaczenia dla ochrony różnorodności gatunkowej oraz dla procesów kolonizacji (gatunki obce) i rekolonizacji krajobrazów? „Rzadki” występuje więc jako kategoria istotna przy ochronie przyrody (planowanie ochrony).
Gatunki są rzadkie bo:
- są rzeczywiście rzadkie,
- nie potrafimy ich złowić (zły okres badań, omijanie siedlisk typowych dla tych gatunków – przykład letnich badań chruścików w jeziorach oraz obecność Parachiona picicornis w źródłach).

Gatunki mogą być rzadkie w ekosystemach okresowo, co wynikać może ze zmiany siedlisk i klimatu, zróżnicowanej antropopresji jak i demograficznych fluktuacji. Może jednak występować długotrwała rzadkość. Z tym może się wiązać pojęcie „reliktów” – na skutek zmian klimatu w interglacjale zmieniają się trwale warunki środowiskowe, w konsekwencji niektóre gatunki wcześniej dominujące i liczne znajdują się na skraju lokalnego wymarcia.
Niektóre gatunki są mało liczne w siedlisku z natury rzeczy. Na ogół mniej liczne są gatunki o strategii K, mniej liczne są drapieżniki, lub też wynika to z określonego cyklu życiowego, drapieżnictwo. Inne gatunki lokalnie są liczne bo są dominantami (dobrze przystosowane), zazwyczaj gatunki o strategii R osiągają większe liczebności, także liczniejsi są roślinożercy i detrytusożercy. Gatunki znajdujące się na niższych poziomach troficznych często regulowane są poprzez zasoby (regulacja bottom-up). Populacje te cechuje zazwyczaj duża rozrodczość, ale i okresowa duża śmiertelność. W korzystnych latach gatunki te są liczne lokalnie, w niekorzystnych mało liczne i „rzadkie”. Przykładem mogą być owady wodne zasiedlające drobne zbiorniki okresowe i płazy, o których liczebności decyduje liczba i poziom wód w zbiornikach (szybsze wysychanie powoduje dużą śmiertelność i brak sukcesu rozrodczego). Mniejszymi wahaniami liczebności odznaczają się gatunki, których liczebność regulowana jest przez drapieżnictwo lub pasożytnictwo (od góry piramidy troficznej, regulacja top-down).

## Częstość występowania
Częstość występowania (jako odwrotność rzadkości) wyraża się w trzech skalach: lokalnej, regionalnej i globalnej (w skali całego kontynentu). Dotyczy więc rozmieszczenia geograficznego oraz gatunkowej zdolności do dyspersji. W skali lokalnej (stanowisko, zbiornik) częstość występowania charakteryzowana jest przez liczebność, miarą której może być dominacja lub zagęszczenie (liczba osobników na jednostkę powierzchni). O częstości występowania w skali regionalnej informuje frekwencja, czyli częstość występowania na stanowiskach. Bardzo blisko z tą charakterystyką jest eurytopowość gatunku: a więc „frekwencja” w typach środowisk, siedlisk w skali krajobrazu. Gatunki o szerszej walencji ekologicznej będą występowały w większej liczbie siedlisk (np. w jeziorach, rzekach i drobnych zbiornikach) niż gatunki stenotopowe, bardziej siedliskowo wyspecjalizowane (tylko w źródłach, tylko w jeziorach itd.), w konsekwencji w analizie materiału dla wszystkich siedlisk wodnych będą wyraźnie rzadsze. W końcu „rzadkość” występowania może odnosić się do geograficznych zasięgów występowania. W tym sensie gatunki „rzadkie” będą miały wąskie zasięgi występowania, będą wśród nich endemity.
Gatunek rzadki może być definiowany jako wykazujący niską lokalną frekwencję zasiedlenia w stosunku do innych (poniżej 25%) za HOFFSTEN 2003.

## Cechy gatunków rzadkich
Tabela 1. Możliwe cechy gatunków „rzadkich” w skali lokalnej, regionalnej i globalnej, za RABINOWITZ 1981, oraz HOFFSTEN 2003, zmienione.
| Lokalna liczebność | Frekwencja (regionalna) (rzadkość przestrzenna) | Zasięg geograficzny |
| ------------------ | ----------------------------------------------- | ------------------- |
| liczny             | częsty                                          | szeroki zasięg      |
| nieliczny          | częsty                                          | szeroki zasięg      |
| liczny             | rzadki                                          | szeroki zasięg      |
| nieliczny          | rzadki                                          | szeroki zasięg      |
| liczny             | częsty                                          | wąski zasięg        |
| nieliczny          | częsty                                          | wąski zasięg        |
| liczny             | rzadki                                          | wąski zasięg        |
| nieliczny          | rzadki                                          | wąski zasięg        |

## Skala rzadkości
Dla charakterystyki częstości-rzadkości gatunków można zaproponować następującą skalę:
Klasy „rzadkości-pospolitości” (frekwencja, skala regionalna):
- Powszechny (80–100%),
- Pospolity (50–80%),
- Częsty (20–50%),
- Sporadyczny (5–20%),
- Rzadki (1–5%),
- Bardzo rzadki (poniżej 1%).

Propozycja jest nowa i dopiero jest weryfikowana w badaniach. Analizowany jest rzeczywisty rozkład frekwencji na danych eksperymentalnych. A priori można ustalić klasy frekwencji co 20%, choć z większym naciskiem na niższe klasy, lepsza wydaje się skala logarytmiczna niż liniowa.

## Klasy rzadkości
Uwzględnia się także klasy (cechy) liczebności, niezależnie od liczbowego przedstawienia w formie dominacji. Porównując dane z różnych publikacji nie zawsze można ujednolicić dane ilościowe w formie np. klas liczebności. Wtedy konieczne jest stosowanie mniej precyzyjnych kryteriów.
Klasy liczebności (lokalne, w siedlisku, na stanowisku), klasy w sensie zbiorów rozmytych:
- masowy,
- liczny,
- nieliczny.

W opisie i charakterystyce gatunków używać można dwuczłonową nazwę (ujęcie syntetyczne), np.:
- gatunek pospolity masowy,
- rzadki nieliczny,
- sporadyczny i liczny.

## Przyczyny rzadkości gatunków
Lokalna liczebność (w danym siedlisku) związana jest z warunkami środowiskowymi oraz przystosowaniem danego gatunku. Regionalna frekwencja wynika ze zdolności do dyspersji i ze stopnia fragmentacji środowiska (wyspy środowiskowe, bariery). Z kolei zasięg geograficzny to historia kolonizacji, możliwości dyspersji w dużej skali, związana z walencją ekologiczną (endemity wśród specjalistów).
Podczas gdy dyspersja w stadium imagines (owady wodne) pomiędzy wyspami siedliskowymi (łatkowatość, mozaikowatość środowisk wodnych) jest niezbędnym, pierwszym krokiem w kolonizacji nowych miejsc (stanowisk, wysp siedliskowych), to fizjologiczna tolerancja stadiów larwalnych (wodnych), konkurencja międzygatunkowa oraz wrażliwość na drapieżnictwo i pasożytnictwo w relacji do lokalnych warunków środowiska, mogą limitować rozwój populacji (HOFFSTEN 2003). O rzadkości-pospolitości decyduje więc dyspersja w stadium imaginalnym oraz zdolność do przeżycia w stadium larwalnym. Zarówno klasyczna ekologia (konkurencja i regulacja top-down) jak i ekologia wysp (metapopulacja, teoria wysp siedliskowych) mogą być przydatnymi modelami do analizy problemu rzadkości.
Większość owadów wodnych wykazuje behawioralne i fizjologiczne adaptacje do sezonowych zmienności w przepływie (cieki), poziomie wód (wody stojące, zwłaszcza drobne i okresowe), temperatury wody i innych czynników środowiskowych. Jednakże te przystosowania mogą być niewystarczające w nieprzewidywalnym środowisku (niecykliczne i przypadkowe „katastrofy”) i w krajobrazie z różnorodnymi zaburzeniami, jak również mogą być niewystarczające ze względu na losowe wymierania od czasu do czasu (ryzyko populacyjne). Owady wodne, łącznie z amfibiotycznymi chruścikami są znakomitym modelem metapopulacji. Zgodnie z teorią metapopulacji lokalna liczebność i zasięg (zakres) zasiedlenia jest nieprzewidywalny (HANSKI 1982, HANSKI ET AL. 1993). Proporcja (stosunek) dyspersji jest kluczowym czynnikiem utrzymującym lokalną populację: niska dyspersyjność pokazuje niskie stosunek zasiedlenia i lokalnej liczebności, podczas gdy silna dyspersyjność może skutkować szerokim zasiedleniem i lokalna liczebnością.
W dużej skali gatunki mogą być pospolite w jednym regionie i rzadkie w innym. Zjawisko to określane jest nazwą dyfuzyjnej rzadkości. Przykładem może być spadek frekwencji od centrum zasięgu występowania w kierunku do peryferiów. Co można interpretować jako spadek prawdopodobieństwa spotkania sprzyjających warunków środowiskowych. Dobrym przykładem jest wikaryzacja ekologiczna, obserwowana u gatunków źródliskowych.
W średniej i małej skali rozmieszczenie gatunków jest ograniczane przez charakter krajobrazu i siedlisk, które mogą być zobrazowane jako selektywny (wybiórczy) filtr działający na różnych poziomach organizacji ekologicznej (POFF 1996 za HOFFSTEN 2003).